# Кмитов яр
Кмитов яр (укр. Кмитів яр) — местность в Шевченковском районе Киева недалеко от Татарки, проходит от улицы Багговутовской (некоторое время носила название — им. маршала Буденного) до улиц Глубочицкой и Татарской.
Название происходит: по одной версии — от слова «кмет» (княжеский дружинник времён Киев. Руси; в дальнейшем — название крестьян), по другой — от фамилии первого владельца, поселившегося здесь в 1829 году. Известен он тем, что именно здесь брала своё начало одна из основных киевских рек — Глубочица, в которую впадал ручей Кмитов. С XIX века до 70-х годов XX века большую часть яра занимали частные усадьбы с садами, но сейчас улица Кмитов Яр существует только на карте, на местности домов с такими адресами не встречается.